# Britanska akademija za filmsko in televizijsko umetnost
BAFTA (British Academy of Film and Television Arts, prevedeno Britanska akademija za filmsko in televizijsko umetnost) je britanska dobrodelna organizacija, ki prireja tudi vsakoletno podelitev nagrad za dosežke v filmu, televiziji, videoigrah in raznih oblikah animacij. Organizacijo so pod imenom Britanska filmska akademija leta 1947 ustanovili David Lean, Alexander Korda, Carol Reed, Charles Laughton, Roger Manvell in drugi pomembneži v takratni britanski filmski akademiji.